# Talapampa
Talapampa är en ort i Argentina.   Den ligger i provinsen Salta, i den norra delen av landet, 1 200 km nordväst om huvudstaden Buenos Aires. Talapampa ligger 1 123 meter över havet och antalet invånare är 325.
Terrängen runt Talapampa är varierad. Runt Talapampa är det mycket glesbefolkat, med 3 invånare per kvadratkilometer.. Närmaste större samhälle är Guachipas, 5,2 km öster om Talapampa.
Trakten runt Talapampa består i huvudsak av gräsmarker.